# Антоно-Ковач
Анто́но-Ко́вач — село в Україні, у Великоплосківській сільській громаді Роздільнянського району Одеської області. Населення становить 18 осіб.
До 17 липня 2020 року було підпорядковане Великомихайлівському району, який був ліквідований.

## Географія
Селом тече Балка Бурсук.

## Населення
Згідно з переписом 1989 року населення села становило 30 осіб, з яких 9 чоловіків та 21 жінка.
За переписом населення 2001 року в селі мешкали 23 особи.

### Мова
Розподіл населення за рідною мовою за даними перепису 2001 року:
| Мова       | Відсоток |
| ---------- | -------- |
| українська | 88,89 %  |
| російська  | 11,11 %  |